# Siphonolaimus gladiator
Siphonolaimus gladiator är en rundmaskart som beskrevs av Christian Wieser 1956. Siphonolaimus gladiator ingår i släktet Siphonolaimus och familjen Siphonolaimidae. Inga underarter finns listade i Catalogue of Life.